# Dicella conwayi
Dicella conwayi là một loài thực vật có hoa trong họ Malpighiaceae. Loài này được Rusby mô tả khoa học đầu tiên năm 1912.